# Edifici d'habitatges i oficines a Can Bruixa
L'Edifici d'habitatges i oficines a Can Bruixa és una obra postmodernista de Barcelona inclosa a l'Inventari del Patrimoni Arquitectònic de Catalunya.

## Descripció
L'edifici d'habitatges i oficines Can Bruixa es troba al carrer Galileu de la ciutat de Barcelona. L'edifici pren el nom de l'antic mas homònim que se situava a la zona.
La forma de la planta, com un ventall, permet unificar la morfologia dels habitatges. Aquesta solució recorda a l'exemple de Solà Morales al carrer Muntaner. L'estructura és regular en sentit longitudinal en les primeres sis plantes i radial en les sis plantes següents. En alçada, s'estructura en planta baixa, subsòl i cinc pisos. El nivell inferior es resol amb un xamfrà i amb un pilar davanter sustentant, el que permet crear un espai porxat interior.
El doble mur de la façana permet crear llums i efectes singulars d'un extrem a l'altre de l'habitatge alhora que s'adapta a les diferents escales en què l'edifici s'integra a la ciutat. Es busca una composició de conjunt creada a partir de la volumetria i forats. La seva presència es reforça amb l0ús dels colors a la façana, quelcom típic del primer racionalisme.

## Història
L'antic mas pertanyia a la família Piera, una de les més poderoses de l'antic poble de les Corts. Està documentada des de finals del segle xviii. El mas va ser enderrocat al 1946.
L'edificació va ser semifinalista dels premis FAD l'any 1976.